# El discret encant de la burgesia
El discret encant de la burgesia (títol original en francès Le Charme discret de la bourgeoisie) és una pel·lícula francesa de Luis Buñuel, estrenada el 1972 i doblada al català.

## Argument
Tres nobles intenten planificar un àpat junts, però esdeveniments imprevistos impedeixen aquest sopar.
Aquesta pel·lícula desordena les convencions de la burgesia en ocasió d'un àpat sense parar: l'arquebisbe es fa contractar com a jardiner i l'ambaixador, com un gos, devora una rodanxa de cuixa de be sota la taula.
Les convencions del cinema són també qüestionades, quan els actors-convidats descobreixen que són enmig d'una escena de teatre.

## Repartiment
- Fernando Rey: Rafael, l'ambaixador
- Paul Frankeur: Thévenot
- Delphine Seyrig: La Sra. Thévenot
- Bulle Ogier: Florence
- Jean-Pierre Cassel: Senescal
- Stéphane Audran: La Sra. del Senescal
- Julien Bertheau: el bisbe
- François Maistre: el comissari
- Claude Piéplu: el coronel
- Michel Piccoli: el ministre
- Georges Douking: el jardiner
- Robert Le Béal: el sastre
- Bernard Musson: el servidor
- Muni: la pagesa
- Milena Vukotic: la minyona
- Pierre Maguelon: el caporal
- Christian Pagès: el jove estudiant
- Alix Mahieux
- Maxence Mailfort
- Anne-marie Deschott
- Robert Benoît
- Christian Baltauss
- Robert Party
- Jacques Rispal
- Amparo Soler Leal
- Diane Vernon
- Ellen Bahl
- Pierre Lary
- François Guilloteau
- Sébastien Floche
- Jean Degrave
- Jean Revel
- Maria Gabriella Maione
- Jean-Michel Dhermay

## Premis i nominacions

### Premis
- Oscar a la millor pel·lícula de parla no anglesa el 1972
- BAFTA a la millor actriu per Stéphane Audran
- BAFTA al millor guió original per Luis Buñuel i Jean-Claude Carrière
- Premi Méliès el 1972

### Nominacions
- Oscar al millor guió original per Luis Buñuel i Jean-Claude Carrière
- BAFTA a la millor pel·lícula
- BAFTA a la millor direcció per Luis Buñuel
- Globus d'Or a la millor pel·lícula estrangera

## Anècdota sobre la pel·lícula
El cartell de la pel·lícula, impactant, imposat pel distribuïdor, no va ser en absolut del gust de Luis Buñuel, que desitjava definir ell mateix les provocacions que exposava al públic.